# Passiflora allantophylla
Passiflora allantophylla Mast. ex Donn.Sm. – gatunek rośliny z rodziny męczennicowatych (Passifloraceae Juss. ex Kunth in Humb.). Występuje naturalnie w Gwatemali, północnym Salwadorze oraz Hondurasie. 

## Morfologia
PokrójZdrewniałe, trwałe, nagie liany.
LiścieBlaszka liściowa ma podwójnie lub potrójnie klapowany kształt. Nasada liścia jest zaokrąglona. Mają 1–4,2 cm długości oraz 1,5–7 cm szerokości. Brzegi są całobrzegie. Wierzchołek jest tępy lub ostry. Ogonek liściowy jest nagi i ma długość 5–10 mm. Przylistki są liniowe, mają 2 mm długości.
KwiatyPojedyncze. Działki kielicha są podłużne, zielonkawe, mają 0,5–0,8 cm długości. Płatki są podłużne, zielonkawe, mają 0,3–0,4 cm długości. Przykoronek ułożony jest w jednym rzędzie, żółto-brązowo-purpurowy, ma 2–4 mm długości.
OwoceSą prawie kulistego kształtu. Mają 0,8–1,3 cm długości i 0,7–1 cm średnicy.

## Biologia i ekologia
Występuje w lasach na wysokości 1400–2000 m n.p.m.